# Forshaga
Forshaga est une localité et le chef-lieu de la commune éponyme du comté de Värmland, en Suède.

## Démographie
La ville compte 6229 habitants en 2010.

## Économie
L’entreprise Stora Enso est située à Forshaga et emploie une centaine de personnes.

## Personnalités
- Stefan Holm
- Sten Tolgfors